# Jeroni Boada i Renter
Jeroni Boada i Renter (Mataró, 19 d'octubre de 1819 - Mataró, 23 de març de 1886) fou un mestre d'obres mataroní.

## Biografia
Va ser fill i net de mestres d'obra tant per part de pare con de mare: els Renter van ser una important família de constructors establerts a Mataró des de principis del segle xviii i que a partir del 1744 edificaren la part més alta del campanar de Santa Maria. Jeroni es casà el 1850 amb Antònia Artigas Gualba i tingueren un fill; Salvador.
Boada va ser un dels pioners a l'estat Espanyol en la fabricació de pedra artificial. El 1872 creà una empresa conjuntament amb el catedràtic de farmàcia Vicens Munner, a Mataró, amb aquesta finalitat que es denominà "La Auxiliar del Arte". Aquest nou material l'utilitzarà en les serves edificacions com ara la Llar Cabanellas de Mataró on també intervingueren els escultors Agapit Vallmitjana i Barbany i Josep Anicet Santigosa i Vestraten.
La seva principal obra fou a Mataró on a més a més de la Llar Cabanellas també hi destaquen: el Col·legi de Valldemia, Can Aymar, diverses torres-repartidors d'aigua i la casa pròpia Can Boada. Actuà com a mestre d'obres en la construcció de la façana de Santa Maria.

## Obres

### Mataró
| Any  | Nom                 | Ubicació              | Descripció                                                                | Estat    | Foto                |
| ---- | ------------------- | --------------------- | ------------------------------------------------------------------------- | -------- | ------------------- |
| 1864 | Can Aymar           | La Riera, 33          | Conjunt de dos cases de planta baixa i dos pisos.                         | Correcte | Can Aymar           |
| 1858 | Col·legi Valldemia  | La Riera, 124         | Gran edifici escolar de planta baixa i pis, ampliat el 1911 amb un segon. | Correcte | Col·legi Valldemia  |
| 1859 | Repartidor d'aigües | Carrer del Torrent, 3 | Torretes per als repartidors d'aigua.                                     | Correcte | repartidor d'aigües |

### Vilassar de Mar
| Any  | Nom            | Ubicació          | Descripció                         | Estat    | Foto           |
| ---- | -------------- | ----------------- | ---------------------------------- | -------- | -------------- |
| 1876 | Cal Doctor Xia | Plaça de l'Era, 3 | Casa de cós de planta baixa i pis. | Correcte | Cal Doctor Xia |